# تويفلفونتين

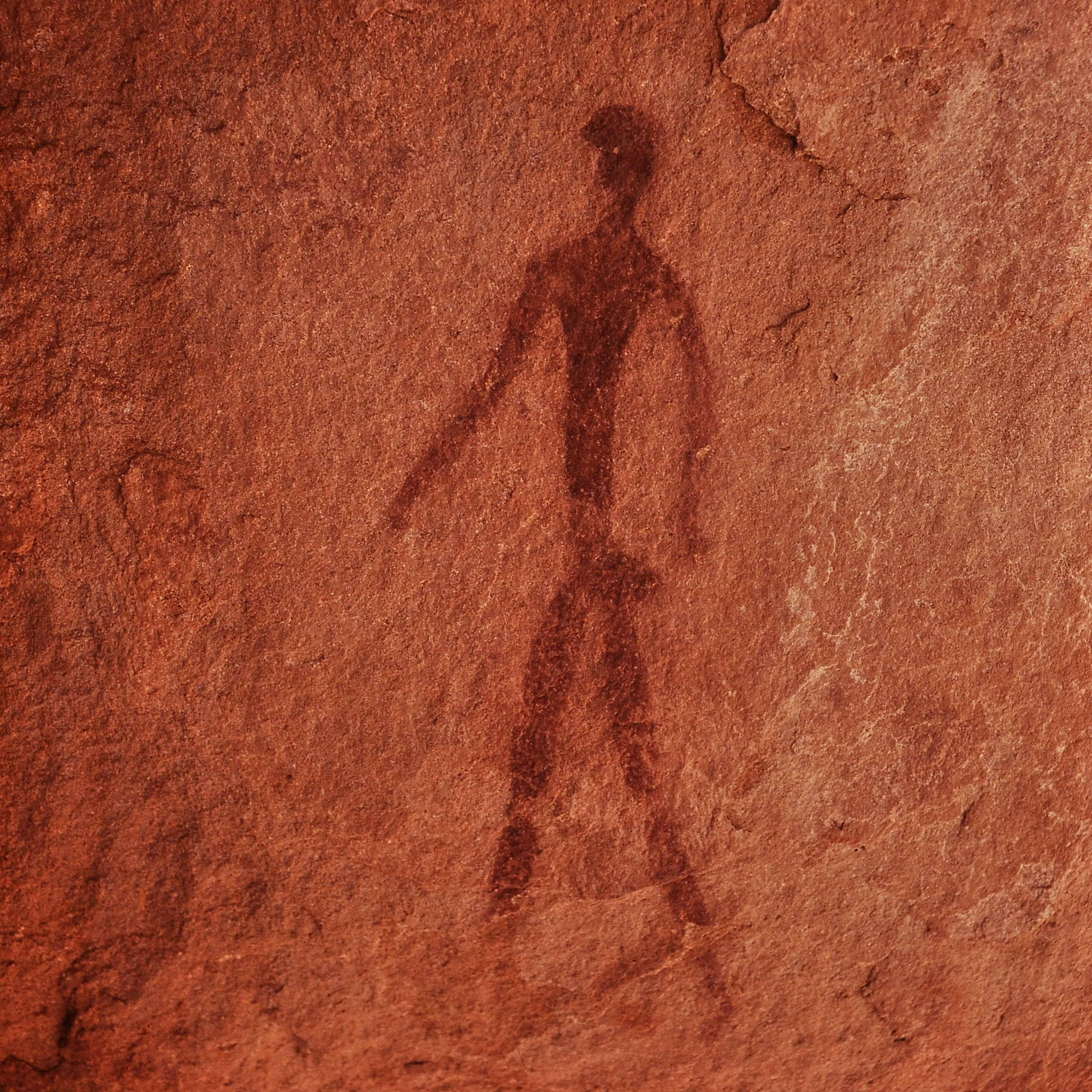
صخرة منقوش عليها صورة رجل

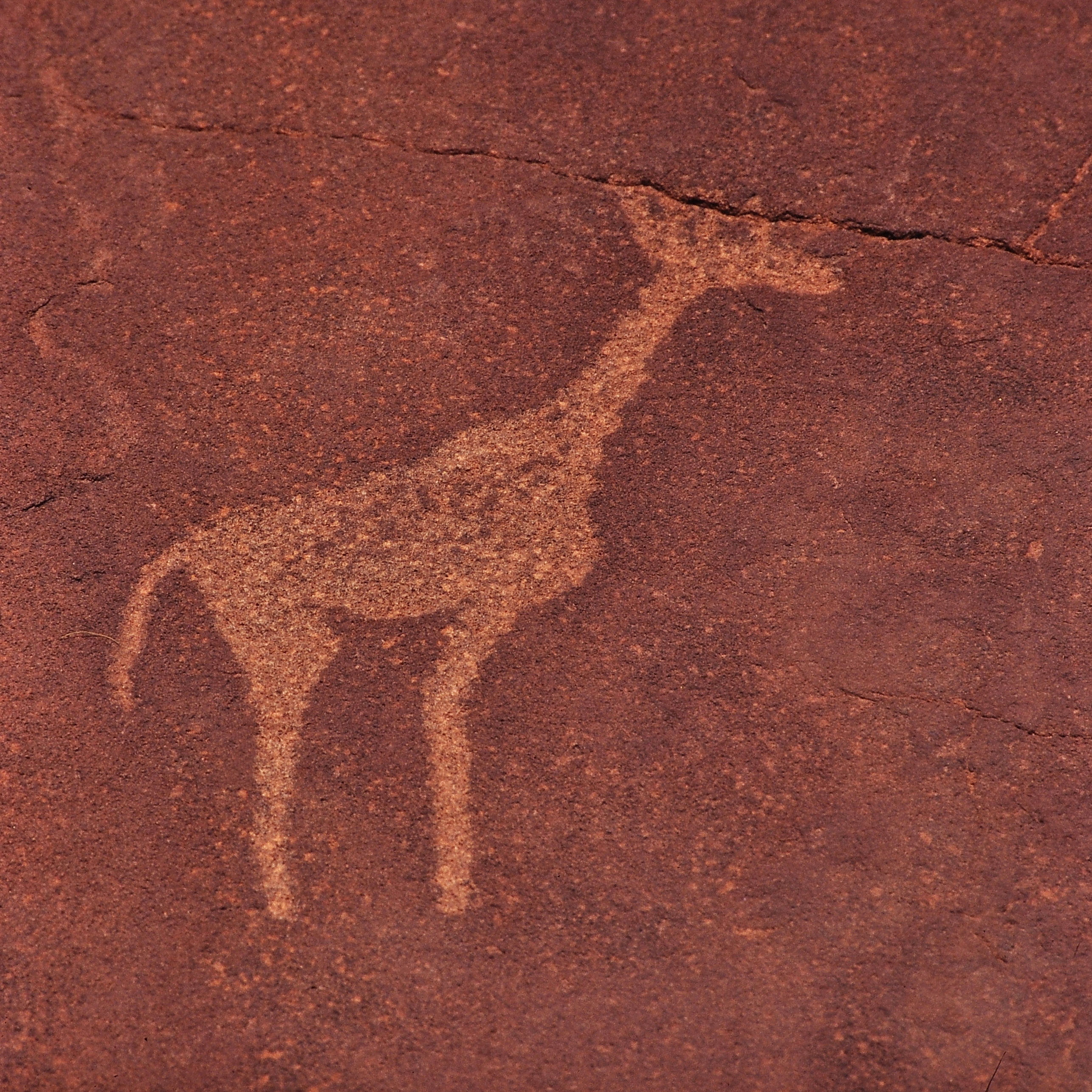
نقش صخري لزرافة

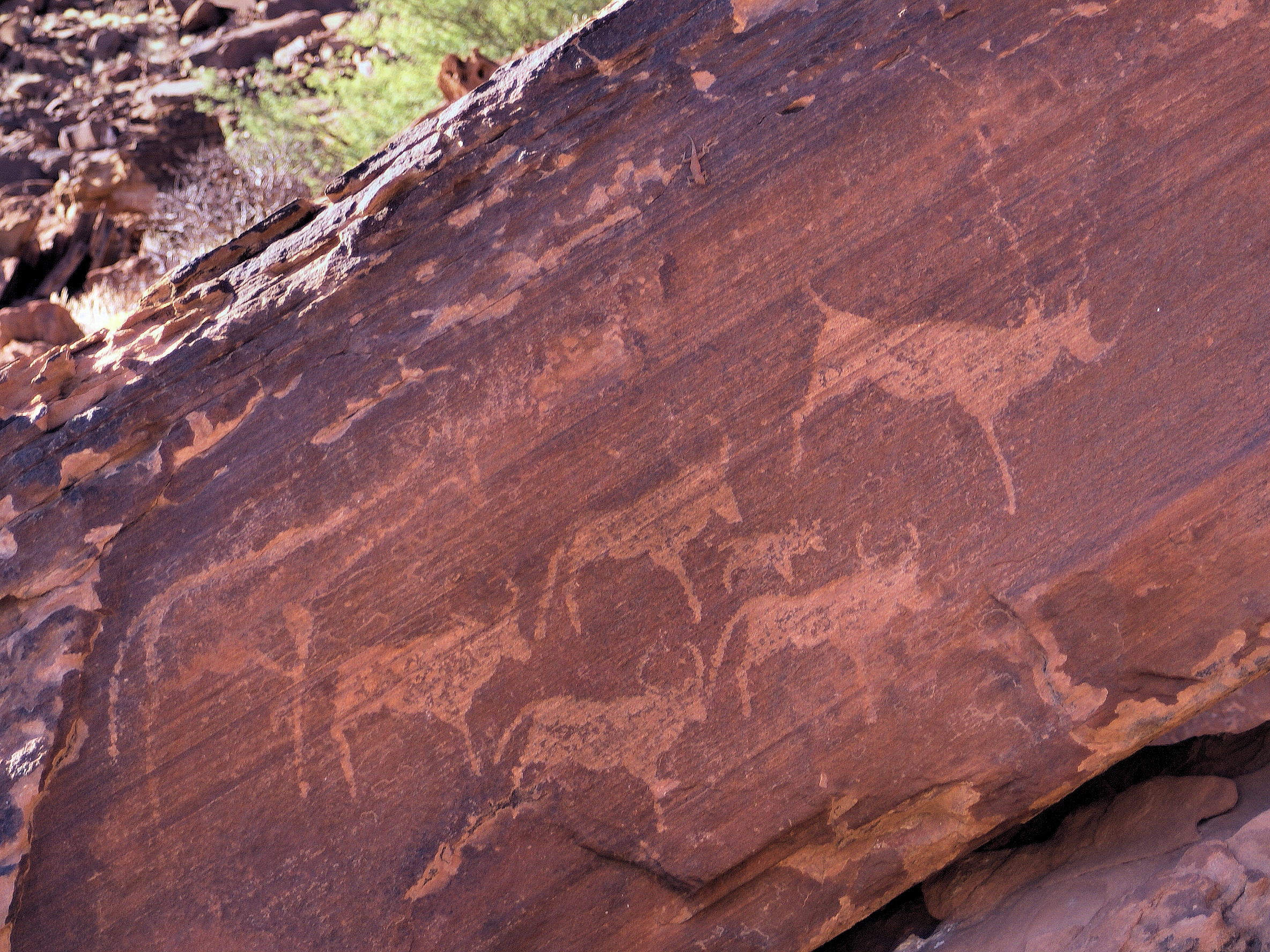
زرافة وبقر

تويفلفونتين (بالإنجليزية: Twyfelfontein)‏، هو موقع آثري قديم وأحد مواقع التراث العالمي، يحوي نقوش صخرية، ويقع في منطقة كونين في شمال غرب ناميبيا.
تتمتع تويفلفونتين بإحدى أكبر مجموعات النقوش الصخرية في أفريقيا. وقد أحصي حتى الآن أكثر من ألفين منها، معظمها في حالة حفظ جيدة ويمثل حيوانات عدة كوحيد القرن والفيل والنعامة والزرافة، فضلاً عن رسوم لآثار أقدام بشرية وحيوانية. كما تشمل الملكية ستة ملتجآت صخرية تحوي رسوماً بالمغرة الحمراء لأشكال إنسانية. وتضم القطع المستخرَجة من جزأين مختلفين من الملكية قطعاً حجرية وقشوراً لبيض النعامة، وقطع حلي مصنوعة من الصخر المتبلر، ترقى جميعها إلى العصر الحجري الحديث. لكن الرسوم التي تمثل بشراً أو طيوراً تبقى نادرة وتقول إحدى النظريات إنها تعكس طقوساً خاصة مرتبطة بتحول البشر إلى حيوانات. وعلى سبيل المثال، تظهر النعامات ماشية في صف واحد وهي تبسط أجنحتها فيما يشبه رقصة خاصة بتلك الطقوس، كما أن الزرافات تقف إلى جانب آثار أقدام بشرية. أما المثال الأبرز، فهو "الرجل الأسد"، الذي يمثل أسداً بخمسة أصابع أقدام على كل مخلب. وتوحي هذه الصور بأن الفن المنحوت في الصخر كان مرتبطاً بنظام معتقدات الصيادين الذين كانوا يسيطرون على المنطقة إلى حين وصول رعاة الماشية عام 1000 م. ويشكل الموقع مثالاً متكاملاً وعالي النوعية للطقوس والممارسات التي كانت معتمدة في المجتمعات التي تعيش من أنشطة الصيد والقطف في هذا الجزء من جنوب أفريقيا على مدى ألفي عام على الأقل، ويلقي الضوء أخيراً على الصلات القائمة بين الطقوس والممارسات الاقتصادية للصيادين.

## اقرأ أيضا
- ناميبيا
- هلالي (ناميبيا)